# Monotonía
«Monotonía» — песня колумбийской певицы Шакиры и пуэрто-риканского певца Осуны на испанском языке. Она была выпущена 11 октября 2022 года на лейбле Sony Music Latin .

## История
6 октября 2022 года Шакира начала публиковать в своих социальных сетях загадочные видеоролики, предвещающие новую музыку. Первое из них гласило: «No fue culpa tuya…» («Это не твоя вина»). На следующий день Шакира опубликовала следующее видео, в котором говорилось: «Ni tampoco mía» («Не моя»). Заключительный ролик этих тизеров гласил: «Fue culpa de la monotonía» («Это была вина монотонности»). После этих твитов Шакира опубликовала тизер к клипу песни, в котором кто-то наступает на сердце.
Сингл был анонсирован 9 октября 2022 года и выпущен 19 октября 2022 года. Песня написана в стиле бачата и должна войти в грядущий альбом Шакиры. Это был её первый релиз после объявления о разрыве с Жераром Пике, который быстро привлёк внимание: видео набрало 14 миллионов просмотров за 10 часов. В видео есть несколько различных ссылок на отношения Шакиры с Пике: от того, как ей разбили сердце, до того, как она отходит от этого.

## Отзывы
Песня получила в целом положительные отзывы. Harpers Bazaar назвал текст песни «задумчивым и душераздирающим». Pitchfork отметил, что песня «идеально передаёт тембр сердечной боли, той боли, которая возникает только после того, как вы испытали пик наслаждения», и похвалил вокал исполнителей, заявив, что «ангельское пение Осуны дополняет мрачную отстранённость Шакиры» . Variety написал, что песня и видео «заключают в себе эту душераздирающую боль — буквально».
Джон Парелес из The New York Times заявил, что «бачата отдаляет душевную боль, помещая её в аккуратную синкопированную сетку; и Шакира, и Осуна поют о том, что они это переживут».

## Награды и номинации
| Год  | Церемония                        | Награда                       | Результат | Ссылка |
| ---- | -------------------------------- | ----------------------------- | --------- | ------ |
| 2023 | Latin American Music Awards      | Best Collaboration — Tropical | Победа    | [ 14 ] |
| 2023 | Premios Nuestra Tierra           | Song of the Year              | Номинация | [ 15 ] |
| 2023 | Premios Juventud                 | Best Tropical Mix             | Победа    | [ 16 ] |
| 2023 | Billboard Latin Music Awards     | Tropical Song of the Year     | Номинация | [ 17 ] |
| 2023 | Billboard Latin Music Awards     | Airplay Song of the Year      | Номинация | [ 17 ] |
| 2023 | Latino Music Awards              | Best Tropical Song            | Номинация | [ 18 ] |
| 2023 | Premios Rolling Stone en Español | Song of the Year              | Ожидается | [ 19 ] |

## Чарты

### Еженедельные чарты
| Чарт (2022—2023)                          | Высшая позиция |
| ----------------------------------------- | -------------- |
| Аргентина (Argentina Hot 100)             | 7              |
| Аргентина (Monitor Latino)                | 2              |
| Боливия (Billboard)                       | 2              |
| Боливия (Monitor Latino)                  | 4              |
| Бразилия (Top 10 Latino)                  | 2              |
| Чили (Billboard)                          | 5              |
| Чили (Monitor Latino)                     | 3              |
| Колумбия (Billboard)                      | 3              |
| Колумбия (Monitor Latino)                 | 3              |
| Коста-Рика (Monitor Latino)               | 22             |
| Доминиканская Республика (Monitor Latino) | 27             |
| Эквадор (Billboard)                       | 3              |
| Эквадор (Monitor Latino)                  | 2              |
| Сальвадор (Monitor Latino)                | 1              |
| Мир (Billboard Global 200)                | 18             |
| Гватемала (Monitor Latino)                | 9              |
| Гондурас (Monitor Latino)                 | 4              |
| Италия (FIMI)                             | 67             |
| Латинская Америка (Monitor Latino)        | 1              |
| Мексика Mexico (Billboard)                | 2              |
| Мексика (Monitor Latino)                  | 1              |
| Никарагуа (Monitor Latino)                | 17             |
| Панама (Monitor Latino)                   | 8              |
| Парагвай (Monitor Latino)                 | 2              |
| Перу (Billboard)                          | 2              |
| Перу (Monitor Latino)                     | 5              |
| Португалия (AFP)                          | 21             |
| Испания (PROMUSICAE)                      | 3              |
| Швейцария (Schweizer Hitparade)           | 17             |
| Уругвай (Monitor Latino)                  | 7              |
| США (Billboard Hot 100)                   | 65             |
| США (Billboard Hot Latin Songs)           | 3              |
| США Latin Digital Song Sales (Billboard)  | 1              |
| США (Billboard Latin Airplay)             | 1              |
| США (Billboard Tropical Airplay)          | 1              |
| Венесуэла (Monitor Latino)                | 33             |

## Сертификации
| Регион                                                                      | Сертификация          | Продажи    |
| --------------------------------------------------------------------------- | --------------------- | ---------- |
| Бразилия (ABPD)                                                             | Платиновый            | 40 000     |
| Италия (FIMI)                                                               | Золотой               | 50 000     |
| Мексика (AMPROFON)                                                          | 2× Платиновый+Золотой | 350 000    |
| Португалия (AFP)                                                            | Платиновый            | 10 000     |
| Испания (PROMUSICAE)                                                        | 3× Платиновый         | 180 000    |
| США (RIAA)                                                                  | 7× Платиновый (Latin) | 420 000    |
| Стриминг                                                                    |                       |            |
| Chile (PROFOVI)                                                             | Золотой               | 11,738,198 |
| Данные о продажах + прослушиваниях приведены только на основе сертификации. |                       |            |